# ۹۵۶ (قمری)
۹۵۶ (قمری)، نهصد و پنجاه و ششمین سال در گاهشماری هجری قمری است. اول محرم این سال برابر با نهم فوریه سال ۱۵۴۹ میلادی است.

## وابسته
- وطاسیان
- سعدیان